# Kalanchoe nyikae
Kalanchoe nyikae ist eine Pflanzenart der Gattung Kalanchoe in der Familie der Dickblattgewächse (Crassulaceae).

## Beschreibung

### Vegetative Merkmale
Kalanchoe nyikae ist eine ausdauernde, vollständig kahle, glauke Pflanze, die Wuchshöhen von 60 bis 200 Zentimeter erreicht. Ihre Triebe sind aufrecht oder basal niederliegend. Die flachen, schildförmigen oder geöhrten Laubblätter sind gestielt. Der Blattstiel der mittleren Blätter ist mehr oder weniger stielrund, zur Basis leicht verbreitert und 3 bis 10 Zentimeter lang. Die Blattspreite ist 7 bis 8 Zentimeter lang und 6 bis 7 Zentimeter breit. Basale Blätter sind fast kreisrund, an der Basis keilförmig oder leicht herzförmig und am Blattrand ganzrandig.  Die Blattspreite der oberen Blätter ist lanzettlich.

### Generative Merkmale
Der Blütenstand besteht aus rispigen Zymen und ist bis zu 35 Zentimeter lang. Die aufrechten Blüten stehen an 6 bis 13 Millimeter langen Blütenstielen. Ihre grüne Kelchröhre ist 1 bis 2 Millimeter lang. Die eiförmigen bis lanzettlichen, zugespitzten Kelchzipfel sind 9 bis 16 Millimeter lang und 3 bis 5 Millimeter breit. Die grünliche, fast zylindrische Kronröhre ist in der unteren Hälfte leicht erweitert und 17 bis 21 Millimeter lang. Ihre eiförmig-lanzettlichen, zugespitzten  Kronzipfel tragen ein aufgesetztes Spitzchen. Sie sind außen cremefarben, innen cremefarben, gelb oder lachsrosafarben. Sie weisen eine Länge von 8 bis 11 Millimeter auf und sind 3 bis 5,5 Millimeter breit. Die Staubblätter sind im oberen Teil der Kronröhre angeheftet. Sie ragen nicht oder obere leicht aus der Blüte heraus. Die länglichen Staubbeutel sind 1,2 bis 2 Millimeter lang. Die linealisch-lanzettlichen, stumpfen Nektarschüppchen weisen eine Länge von 2,5 bis 5 Millimeter auf. Das linealisch-lanzettliche Fruchtblatt weist eine Länge von 10 bis 12 Millimeter auf. Der Griffel ist 6 bis 9 Millimeter lang.
Die länglichen Samen erreichen eine Länge von etwa 0,6 Millimeter.

## Systematik und Verbreitung
Kalanchoe nyikae ist in Kenia und Tansania verbreitet.
Die Erstbeschreibung durch Adolf Engler wurde 1895 veröffentlicht. Es werden folgende Unterarten unterschieden:
- Kalanchoe nyikae subsp. nyikae: Die Chromosomenzahl beträgt 2n = 34.[2]
- Kalanchoe nyikae subsp. auriculata Raadts: Die Chromosomenzahl beträgt 2n = c. 170.[2]

## Nachweise